# Староподгородненский сельсовет
Староподгородненский сельсовет — упразднённая административно-территориальная единица, существовавшая на территории Рязанской губернии и Московской области до 1954 года.
Староподгородненский сельсовет был образован в первые годы советской власти. В конце 1920-х годов он входил в состав Зарайской волости Зарайского уезда Рязанской губернии.
В 1929 году Староподгородненский с/с был отнесён к Зарайскому району Коломенского округа Московской области.
17 июля 1939 года к Староподгородненскому с/с был присоединён Столповский с/с (селения Ерново и Столпово).
14 июня 1954 года Староподгородненский с/с был упразднён, а его территория передана в Беспятовский с/с.